# فردریک هانتز
فردریک هانتز (انگلیسی: Frédéric Hantz؛ زادهٔ ۳۰ مهٔ ۱۹۶۶) بازیکن فوتبال اهل فرانسه است.
از باشگاه‌هایی که در آن بازی کرده‌است می‌توان به باشگاه فوتبال نیس، باشگاه فوتبال کلرمون فوت، و باشگاه فوتبال متس اشاره کرد.